# Michałówka (rejon krzemieniecki)
Michałówka (ukr. Михайлівка) – wieś na Ukrainie, w obwodzie tarnopolskim, w rejonie krzemienieckim.
W okresie międzywojennym w miejscowości stacjonowała strażnica KOP „Michałówka”.